# Prophets of Rage (álbum)
Prophets of Rage es el único álbum de estudio del supergrupo estadounidense de rap rock Prophets of Rage, formado por tres miembros de Rage Against the Machine y Audioslave (el bajista y corista Tim Commerford, el guitarrista Tom Morello y el batería Brad Wilk), DJ Lord y Chuck D de Public Enemy y el rapero de Cypress Hill B-Real.
Lanzado el 15 de septiembre de 2017 por Fantasy Records, Prophets of Rage cosechó críticas muy divididas, con apoyos favorables que elogiaban la química entre los miembros del supergrupo y la dureza del LP, y críticos poco encantados con la dinámica del mismo y achacando sus letras vagas y unidimensionales. Comercialmente, sin embargo, el álbum debutó en el número 16 de la lista americana Billboard 200, vendiendo más de 21 000 copias en Estados Unidos en su primera semana de lanzamiento, y también aterrizó en el top 20 de varios países europeos.

## Antecedentes
El 12 de abril de 2016, la CNN emitió un reportaje con el titular "Trump se enfurece contra la máquina del Partido Republicano". Tom Morello dijo en una entrevista en Channel 4: "Dijimos: "puede que no tengáis ese territorio que nos pertenece". Esto le influyó para formar un supergrupo con los miembros de Rage Against the Machine Brad Wilk y Tim Commerford, Chuck D y DJ Lord de Public Enemy, y B-Real de Cypress Hill para formar el supergrupo Prophets of Rage menos de dos meses después. Formaron la banda para "enfrentarse a las injusticias y ser la banda sonora de la resistencia".
En una entrevista de junio de 2016, Chuck D dijo que era escéptico de que Prophets of Rage fuera a hacer un álbum de larga duración: "No nos veo haciendo más de dos o tres canciones como mucho que nos redondeen porque tiene que surgir de forma orgánica y natural". Sin embargo, el grupo se metió en un local de ensayo para empezar a concebir canciones, aprovechando el "impulso" de sus actuaciones en directo, y "mientras lo hacíamos, el flujo creativo era genial, porque todo el mundo tenía grandes ideas y todos estaban abiertos a las ideas de los demás", explicó B-Real. La banda fue capaz de componer diez canciones en dos semanas, y la mayoría de las maquetas se terminaron en sólo unos tres meses.
El grupo se metió inmediatamente en el estudio con Brendan O'Brien, productor y colaborador habitual de Rage Against the Machine, para grabar todas las canciones. Como explicó B-Real: "Todos respetamos muchísimo a Brendan O'Brien, pensamos que teníamos algo. Es un tipo honesto, brutalmente honesto si se quiere, y nos habría dicho si estábamos parados en la mierda". Todas las canciones se grabaron en algo más de un mes y se colocaron juntas en el álbum homónimo Prophets of Rage.

## Concepto y composición
Como describió B-Real a Prophets of Rage:

"Lo que intentamos fue hacer música rock, más que nada, y transmitir nuestros mensajes; cosas que están ocurriendo ahora mismo, cosas relevantes de las que la gente no habla en su música, lo cual está bien, cada uno tiene su camino y lo que quiere hacer, pero nosotros elegimos ser la voz de la gente".

Prophets of Rage es lo más parecido a las obras de Rage Against The Machine por su uso de ásperos riffs de guitarra y consignas, aunque también contiene los mismos ritmos funk rock que las obras de Cypress Hill y Public Enemy. Andy Cush, crítico de Spin, escribió que la mayor parte del álbum sigue exactamente la misma estructura: "un riff contundente para empezar; una estrofa rapeada ligeramente funky; un estribillo gritado, quizá con el riff de la introducción de nuevo, quizá con uno ligeramente diferente".
El mensaje principal de la música del grupo es que depende de la gente arreglar los problemas del mundo. En el álbum, se muestra sobre todo en la canción Unfuck The World, una declaración a muchos individuos de que "si quieres ver este cambio, tienes que levantarte y orquestar que ocurra". "Como canta Chuck D en la canción a través del filtro de un megáfono, "No al odio / Que se jodan los racistas / Caras en blanco / Los tiempos están cambiando / Una nación / Unificación / La vibración / ¡Que le den al mundo!". Hail to the Chief trata sobre cómo las payasadas tontas de Donald Trump se utilizan como distracciones para mantener la atención de la gente lejos de los planes "mortales" de Mike Pence. Legalize Me trata sobre la legalización de la marihuana, algo por lo que B-Real solía abogar.

## Promoción
El 8 de mayo de 2017, Prophets of Rage estrenó Unfuck the World mientras actuaba en Chile. El tema y su vídeo musical oficial se estrenaron el 1 de junio de 2017. El vídeo fue dirigido por Michael Moore, que también dirigió el vídeo de Rage Against the Machine del año 2000 Sleep Now in the Fire, y es un collage de actuaciones en directo del grupo, el anuncio de Pepsi "Live for Now", e imágenes de noticias sobre Donald Trump, brutalidad policial, granjas industriales, bombas nucleares, barrios pobres y famosos. Living On The 110 se publicó como segundo sencillo del álbum el 12 de julio de 2017 y fue interpretado por el grupo en The Tonight Show Starring Jimmy Fallon el 12 de septiembre. El vídeo de la canción, publicado el 21 de julio de 2017, muestra a Prophets of Rage interpretando la canción mientras aparecen ocasionalmente estadísticas sobre la pobreza y la desigualdad de riqueza en Estados Unidos. Cerca del final del vídeo, incluye una muestra de Nelson Mandela diciendo: "Superar la pobreza no es un gesto de caridad. Es un acto de justicia. Es la protección de un derecho humano fundamental. El derecho a la dignidad y a una vida decente. Mientras exista la pobreza, no habrá verdadera libertad".
El tercer sencillo de Prophets of Rage, Radical Eyes, fue lanzado el 7 de agosto de 2017, su vídeo, una colección de imágenes de protestas de eventos como el movimiento de derechos civiles de la década de 1960 y la manifestación Unite the Right en Charlottesville. El 20 de septiembre de 2017, se lanzó el video musical de Hail to the Chief. Dirigido y producido por David C. Snyder y Carl Ryder, muestra la Casa Blanca como una Torre Trump con afroamericanos colgados en el jardín delantero y la cabeza de Trump impuesta a un vaquero disparando a Hillary Clinton y miembros del partido nazi haciendo el saludo. Mike Pence aparece en los visuales alabando la acción de Trump, poniéndolo "como la persona real que controla la nación mientras está constantemente al acecho en el fondo", escribió Eddie Fu. Strength in Numbers se publicó el 5 de septiembre de 2017, y su vídeo musical el 16 de octubre. Los vídeos muestran imágenes sobre y relacionadas con los jugadores de la NFL que protestan arrodillándose durante el Himno Nacional.

## Lanzamiento
Publicado en todo el mundo el 15 de septiembre por Fantasy Records, Prophets of Rage debutó en el número 16 de la lista Billboard 200 de los Estados Unidos, vendiendo más de 21 000 copias en el país en su primera semana. El álbum también alcanzó los veinte primeros puestos en varios países europeos y oceánicos, como el Reino Unido (nº 6), Francia (nº 8), Alemania (nº 14), Nueva Zelanda (nº 4) y Australia (nº 11).

## Recepción de la crítica
Prophets of Rage recibió críticas "mixtas o medias". En Metacritic, que asigna una puntuación media ponderada sobre 100 a las reseñas de las principales publicaciones, este lanzamiento recibió una puntuación media de 54 basada en 19 reseñas, y sus detractores criticaron principalmente los mensajes políticos unidimensionales e inespecíficos del disco y su estilo musical anodino. Algunos críticos incluso criticaron las declaraciones poco originales del material promocional del álbum, incluidos sus vídeos musicales, el arte de la portada y la mercancía. Algunos críticos afirmaron que el álbum se centraba más en la nostalgia de los grupos de los que procedían sus miembros que en sus temas políticos. Clayton Purdom, de The A.V. Club, calificó Prophets of Rage de un "tren descarrilado". Exclaim! consideró que las letras son de todo tipo, desde "caminar por la línea entre la accesibilidad y la superficialidad" hasta "ruinosamente malas".
La actuación de Chuck D fue otra crítica común, algunos opinando que era más adecuado para los instrumentales de hip-hop de los años 1990 que para el estilo de rock de Rage Against the Machine, persistente en Prophets of Rage.
Algunas de las críticas favorables de Prophets of Rage disfrutaron principalmente del tono furioso del álbum, Jordan Bassett de NME escribió: "Este no es un disco sutil, pero estos no son tiempos sutiles. Así que coge una pila de Marshall, métela por la ventana de un fascista y empecemos la revolución. Glenn Gamboa, de Newsday, destacó que "cada canción tiene múltiples capas que la hacen más fuerte, como dedos que se cierran en un puño levantado". Algunos escritores elogiaron la química entre los miembros de la banda, especialmente la mezcla del áspero barítono de Chuck D y la brillante voz de B-Real. Sin embargo, Guy Oddy, de The Arts Desk, se mostró decepcionado por la falta de protagonismo de DJ Lord en el LP.

## Lista de canciones
Todas las canciones fueron escritas por Tom Morello, Tim Commerford, Brad Wilk y Carlton Ridenhour.

| N.º | Título                 | Duración |  |
| 1.  | «Radical Eyes»         | 3:22     |  |
| 2.  | «Unfuck the World»     | 4:10     |  |
| 3.  | «Legalize Me»          | 3:35     |  |
| 4.  | «Living on the 110»    | 3:48     |  |
| 5.  | «The Counteroffensive» | 0:37     |  |
| 6.  | «Hail to the Chief»    | 4:08     |  |
| 7.  | «Take Me Higher»       | 3:47     |  |
| 8.  | «Strength in Numbers»  | 3:08     |  |
| 9.  | «Fired a Shot»         | 3:28     |  |
| 10. | «Who Owns Who»         | 3:28     |  |
| 11. | «Hands Up»             | 2:39     |  |
| 12. | «Smashit»              | 3:25     |  |

## Personal
- B-Real - voces
- Chuck D - voces
- Tim Commerford - bajo, coros
- DJ Lord - mesa de mezclas, coros
- Tom Morello - guitarra
- Brad Wilk - batería, percusión

## Posición en listas
| Listas de álbum (2017)                  | Posición más alta |
| --------------------------------------- | ----------------- |
| Alemania (Offizielle Top 100)           | 14                |
| Australia (ARIA Charts)                 | 11                |
| Austria (Ö3 Austria Top 40)             | 12                |
| Bélgica (Ultratop - Flandes)            | 13                |
| Bélgica (Ultratop - Valonia)            | 15                |
| Canadá (Canadian Albums Chart)          | 17                |
| Escocia (Scottish Albums Chart)         | 5                 |
| España (PROMUSICAE)                     | 30                |
| Estados Unidos (Billboard 200)          | 16                |
| Estados Unidos (Top Alternative Albums) | 4                 |
| Estados Unidos (Top Rock Albums)        | 4                 |
| Francia (SNEP)                          | 16                |
| Irlanda (IRMA)                          | 16                |
| Italia (FIMI)                           | 96                |
| Nueva Zelanda (Recorded Music NZ)       | 4                 |
| Países Bajos (Dutch Album Top 100)      | 36                |
| Polonia (ZPAV)                          | 24                |
| Reino Unido (Official Albums Chart)     | 6                 |
| Reino Unido (UK Rock & Metal Albums)    | 2                 |
| República Checa (ČNS IFPI)              | 58                |
| Suiza (Schweizer Hitparade)             | 3                 |